# Scinax cretatus
Espèce
Statut de conservation UICN

 LC  : Préoccupation mineure
Scinax cretatus est une espèce d'amphibiens de la famille des Hylidae.

## Répartition
Cette espèce est endémique du Brésil. Elle se rencontre dans la Restinga le long de la côte du Paraíba, de l'Alagoas, du Sergipe et de l'État de Bahia.

## Publication originale
- Nunes & Pombal, 2011 : A new snouted treefrog of the speciose genus Scinax Wagler (Anura, Hylidae) from northeastern Brazil. Herpetologica, vol. 67, no 1, p. 80-88 (texte intégral).